# Chionobathyscus dewitti
Chionobathyscus dewitti är en fiskart som beskrevs av Anatoly Petrovich Andriashev och Neyelov, 1978. Chionobathyscus dewitti ingår i släktet Chionobathyscus och familjen Channichthyidae. Inga underarter finns listade i Catalogue of Life.